# Qix
Qix är ett datorspel som bygger på en enkel och grafiskt avskalad idé. Spelaren ska försöka ringa in så mycket som möjligt av spelplanens yta och samtidigt undvika faror som finns på den. När 75% eller mer av spelplanen är inringad går spelet vidare till nästa bana. Originalversionen utvecklades 1981 vid japanska spelföretaget Taitos amerikanska avdelning.
Det finns två typer av fiender:
- The Qix som flyttar omkring fritt på spelplanen. Nuddar den spelarens bana innan spelaren slutit ett område är det spelet slut. Spelaren kan undvika att snuddas av The Qix genom att bygga små rutor på varandra för att på så sätt dela skärmen i två delar.[2]
- Blixtarna gör livet surt för en på ens egna linjer.

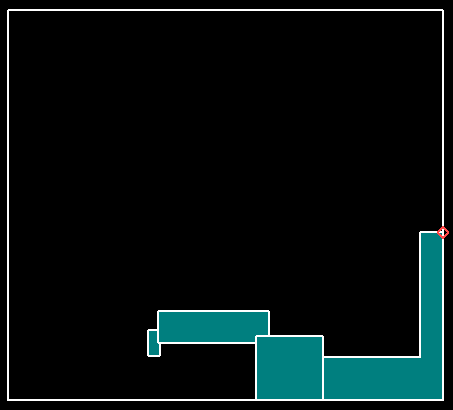
Qix

Spelet finns bl.a. i följande versioner
- Qix – Atari 2600, Atari.
- Qix – Atari 5200, Atari (1982).
- Qix – Commodore 64, Taito.
- Qix – Atari 400/800, Atari.
- Qix – Game Boy, Nintendo (1990).
- Qix – Atari Lynx, Telegames (1991).
- Qix Adventures – Game Boy Color, Natsume (2000).
- Qix Neo – Playstation, Mud Duck Productions.
- Ultimate Qix – Sega Mega Drive, Taito.
- Battle Qix – Playstation, Success.
- Qix – Arkadspel, Taito.

Spelet finns även till mobiltelefoner och marknadsförs ibland under namnet Stix.